# Pselliophora jubilata
Pselliophora jubilata är en tvåvingeart som beskrevs av Alexander 1938. Pselliophora jubilata ingår i släktet Pselliophora och familjen storharkrankar. Inga underarter finns listade i Catalogue of Life.